# 냉장고 나라 코코몽
《냉장고 나라 코코몽》은 EBS에서 방영되었던 3D 애니메이션 프로그램이다.
현재까지 총 3개의 시즌과 스핀오프 총 3편이 제작되었으며, 본작은 3기를 끝으로 완결되었다. 
2020년 6월 25일부터 시즌 1이 EBS에서 재방영되기도 했고, 5년 후인 2025년 3월부터 공식 유튜브 채널에는 시즌 1의 화질 리마스터 버전도 유튜브에 업로드되고 있다.

## 개발제작
《냉장고 나라 코코몽》는 2007년 10월에 발표되었으며, 프랑스 칸에서 열린 같은 해의 MIPCOM Jr.에서 라이선싱 시장을 대상으로 공개되었다. 

## 제작진

### 1기
- 책임프로듀서: 정선경
- 프로듀서: 남한길, 조성희
- 기획총괄: 민병천, 장진원
- 기획프로듀서: 한지수, 신동식
- 제작프로듀서: 이재혁
- 라인프로듀서: 한재희
- 총감독: 민병천
- 감독: 최광호, 김종석
- 조감독: 김민경, 서은정
- 제작관리: 서상섭, 이선희, 이진호
- 운영관리: 윤영선, 이응식, 우한식, 이상준, 나중섭
- 컴퓨터 그래픽 : 유지영
- 특별감독 : 허창섭, 이상호, 김민준, 김소라
- 시나리오: 주혜진, 신정민, 장선희, 이현숙, 서경희
- 콘티: 김성원, 박성은, 이수경, 김민경, 허석
- 캐릭터디자인: 이강호, 나용근
- 미술: 김다혜, 조성희, 최광호, 신상길, 추연규, 나경한
- 모델링·랜더링·매핑: 오충원, 이원상, 김세환, 김원진, 여경근, 석민창, 조윤주, 이정은, 박근우, 정선일, 최영희
- 애니메이션: 김기학, 민기정, 김민경, 권정남, 민경아, 배경렬
- 리깅: 진태수, 유동현
- 이펙트·합성: 이건호, 이기혁, 유지영, 송현미, 강범석
- 편집: 권영준
- 애니메이션외주: 양홍규, EPS스튜디오, RS스튜디오
- 코디네이터: 임경훈
- 스타일가이드: 고진영
- 마케팅: 윤찬, 한지수, 김승혁, 석종서, 김지윤, 이영균, 안애미
- 사업: 황진용, 김대창, 박기원, 차윤창, 김현지
- 여는곡: 〈코코몽〉
  - 작사: 민병천, 신동식
  - 작·편곡: 신승준, 신정우
  - 노래: 정선혜, 한정아
  - 코러스: 한진혁
  - 노래지도: 한선혜
- 닫는곡: 〈떼굴떼굴〉
  - 작사: 민병천, 신동식
  - 작·편곡: 신승준, 신정우
  - 노래: 한정아
  - 코러스: 한진혁
  - 노래지도: 한선혜
- 음향효과: 최진기
- 종합편집: 이지혜
- 녹음: 조일오
- 믹싱: 전문성
- 녹음연출: 신동식
- 종합감독: 이가현
- 연출: 김래경
- 기획: EBS
- 제작: 올리브 스튜디오, 투니버스

### 2기
- 책임프로듀서: 정선경
- 프로듀서: 박정민, 조성희
- 기획총괄·총감독: 민병천
- 제작프로듀서: 이재혁, 최오신
- 라인프로듀서: 안주성, 최수환
- 연출: 최광호, 나용근, 심갑섭, 윤선아
- 조연출: 권아현, 김은규
- 시나리오: 주혜진, 김민조, 김종석, 신승희, 이선주, 박소연, 배경희, 남희영, 이민영
- 스토리보드: 김유강, 김승주, 곽승진, 김윤희, 권영환, 최지훈, 변권철, 김호락, 장헌민, 허만재
- 캐릭터디자인: 이강호, 나용근
- 배경디자인: 전상아, 이봄이, 김다와
- 애니메이션감독: 한우섭
- 애니메이터: 최문석, 유주희, 민필주, 박설매, 김우진, 정주화, 강도영, 이영만, 강성호, 박형민
- 레이아웃: 변홍준, 김성은, 박성경, 장소영, 표병곤, 김상민, 이윤혁, 박정순, 허희진
- 캐릭터리깅: 김정기
- 캐릭터모델링: 심석규, 김수경, 박유리, 이공주, 이현지
- 캐릭터매핑: 박재성, 강주열, 김영미
- 배경모델링: 방희진, 박일호, 안준범
- 라이팅: 최선주, 이찬용, 김성곤, 최준호
- 랜더링: 한용우, 이문종, 이문식, 왕연문
- 이펙트·합성: 정원재, 공민정, 신재민, 조윤영, 박충현, 원일권, 이정은, 정승경
- 영상편집: 진정원, 정다운
- 시스템엔지니어: 이상진
- 마스터링조연출 : 신길주
- 마스터링연출 : 전소라
- 여는곡: 〈코코몽〉
  - 주제가 작사: 민병천, 신동식
  - 주제가 작·편곡: 신승준, 신정우
  - 노래: 정선혜, 손양혜, 정혜원, 김찬희, 정희윤, 전아현
  - 코러스: 한진혁
  - 노래지도: 한선혜
- 닫는곡: 〈떼굴떼굴〉
  - 주제가 작사: 민병천, 신동식
  - 주제가 작·편곡: 신승준, 신정우
  - 노래: 한정아
  - 코러스: 한진혁
  - 노래지도: 한선혜
- 음악: 신승준
- 음향효과: 김지희
- 더빙·믹싱: POPES
- 마케팅총괄: 이재희
- 마케팅: 이현미, 이상진, 박인철, 엄도경, 어미혜
- 사업총괄: 이재혁, 이승재, 윤찬
- 사업팀: 이현미, 어미혜, 박인철, 김호진, 최재동, 엄도경
- 스타일가이드: 조훈상
- 의학자문: 이은일, 박영재, 윤정훈
- 종합감독: 강혜구, 조성희
- 연출: 김래경
- 제작투자: 오로라월드(주)
- 제작지원: 방송통신위원회, 방송통신발전기금
- 기획: EBS
- 제작: 올리브 스튜디오, EBS, 드림써치 C&C

### 3기
- 책임프로듀서: 정영홍
- 프로듀서: 심예원
- 기획총괄: 이재희, 민병천
- 기획: 최경호, 심갑섭, 김필섭, 변경민
- 제작: 올리브 스튜디오
- 제작프로듀서: 최오신
- 라인프로듀서: 이규호, 이혜진, 최규호
- 연출: 최광호, 심갑섭
- 조연출: 변경민, 김필성, 서윤하
- 시나리오: 안지민, 김딸기, 김필서, 김수미, 정나영, 이예슬, 최장호, 심갑섭, 김필섭, 변경민
- 스토리보드: 김정음, 김호락, 레드득, 안승익, 최지훈, 이베실, 권아현, 두루픽스, 박소연, 유연희
- 캐릭터디자인: 이강호
- 디지털 팀장: 이정필
- 디자인: 백창래, 이민지
- 애니메이션 팀장: 김현우
- 애니메이터: 박봉근, 양흥규, 유채현, 최대선, 김단욱, 김경수, 이태현, 이준영
- 모델링 · 멥핑: 박근우, 최수환, 이은비
- 리깅: 김현우, 이형신
- 라이팅·렌더·합성 팀장: 김원진
- 라이팅·렌더·합성 : 유경환, 김성동, 최진혁, 김도현, 김현기, 이현호, 양기훈, 김재훈, 박은혜, 석민정, 이현호, 김성환
- 2D 애니메이션: 서강호, 최태미
- 영상편집: 진정원
- 시스템엔지니어: 박경민
- 마스터링조연출 : 조승희
- 마스터링연출 : 전소라
- 여는곡: 〈코코몽〉
  - 주제가 작사: 민병천, 신승준
  - 주제가 작·편곡: 민병천, 신동식
  - 노래: 정선혜, 손양혜, 정혜원, 김찬희, 정희윤, 전아현
- 닫는곡: 〈떼굴떼굴〉
  - 주제가 작사: 민병천, 신승준
  - 주제가 작·편곡: 신승준, 신동식
  - 노래: 정선혜, 손양혜, 정혜원, 김찬희, 정희윤, 전아현
- 음악: 신스뮤직(신승준, 김원아)
- 음향효과: 김지희
- 녹음·믹싱: POPES(강희중, 부유정, 용혜원)
- 녹음연출: 조성희
- 마케팅총괄: 이재희
- 마케팅: 이현미, 이상진, 박인철, 엄도경, 어미혜
- 사업총괄: 이재희
- 라이선스 사업: 이현미, 김대현, 민병천, 점윤미, 이은지
- 테마파크: 최재동, 김현진, 최요섭, 김필민, 박주영, 김선엽
- 지루·지급: 김창석, 신지혜
- 컴퓨터그래픽 : 선우섭, 이진호, 유지영
- 법무: 손지선
- 전략·기획: 이재현
- 사업디자인: 김연주, 강선영, 장수영, 김다연, 윤여
- 조연출: 전경진
- 연출: 강혜구
- 외주제작: (주)302플래닛, 모코지, 비버라이트, 빌몬스튜디오, 에버비전, 픽름스튜디오, 레드로버, 비튼, 차이나필름, 이시스트
- 제작투자: 오로라월드(주)
- 제작지원: 방송통신위원회, 방송통신발전기금
- 기획: EBS
- 제작: 올리브 스튜디오, EBS, 드림써치 C&C

## 에피소드 목록

### 1기
| 회차 | 부제                     | 본 방송일       |
| ---- | ------------------------ | --------------- |
| 1화  | 냉장고 나라친구들 안녕   | 2008년 2월 27일 |
| 2화  | 숨바꼭질                 | 2008년 3월 5일  |
| 3화  | 내가 더 빨라~!           | 2008년 3월 12일 |
| 4화  | 오몽아 안녕?             | 2008년 3월 19일 |
| 5화  | 당근밭의 괴물            | 2008년 3월 26일 |
| 6화  | 물고기를 잡을꺼야        | 2008년 4월 2일  |
| 7화  | 다함께 연주해요!!        | 2008년 4월 9일  |
| 8화  | 파닥이가 아파?           | 2008년 4월 16일 |
| 9화  | 아글이 모자가 날아갔어요 | 2008년 4월 23일 |
| 10화 | 멋쟁이 케로              | 2008년 4월 30일 |
| 11화 | 꼬리가 있었으면 좋겠어   | 2008년 5월 7일  |
| 12화 | 나는야 로보콩            | 2008년 5월 14일 |
| 13화 | 독수리가 될꺼야!         | 2008년 5월 21일 |
| 14화 | 키가 크고 싶어요         | 2008년 5월 28일 |
| 15화 | 밤은 무섭지 않아         | 2008년 6월 4일  |
| 16화 | 조심조심                 | 2008년 6월 11일 |
| 17화 | 두리야 놀자              | 2008년 6월 18일 |
| 18화 | 수박달님이 준 씨앗       | 2008년 6월 25일 |
| 19화 | 약속을 지켜요            | 2008년 7월 2일  |
| 20화 | 목욕은 즐거워            | 2008년 7월 9일  |
| 21화 | 누가 가지고 간거야?      | 2008년 7월 16일 |
| 22화 | 왜 이렇게 덥지?          | 2008년 7월 23일 |
| 23화 | 오몽이의 새친구          | 2008년 7월 30일 |
| 24화 | 바나나 살려              | 2008년 8월 6일  |
| 25화 | 범인은 누구?             | 2008년 8월 13일 |
| 26화 | 생일이 똑같아요          | 2008년 8월 20일 |

### 2기
| 회차 | 부제                      | 본 방송일       |
| ---- | ------------------------- | --------------- |
| 1화  | 출동! 로보콩              | 2011년 3월 4일  |
| 2화  | 음식을 남기지 말아요!     | 2011년 3월 11일 |
| 3화  | 새것이 좋아!              | 2011년 3월 18일 |
| 4화  | 쑥쑥 물약의 비밀!         | 2011년 3월 25일 |
| 5화  | 치카치카 양치질을 해요~!  | 2011년 4월 1일  |
| 6화  | 깜짝 생일파티 소동!       | 2011년 4월 8일  |
| 7화  | 당근을 찾아라!            | 2011년 4월 15일 |
| 8화  | 뽀득뽀득 손 씻기~!        | 2011년 4월 22일 |
| 9화  | 날아라! 로보콩            | 2011년 4월 29일 |
| 10화 | 세균킹이 달라졌어요!      | 2011년 5월 6일  |
| 11화 | 아글이가 사라졌어요!      | 2011년 5월 13일 |
| 12화 | 나가서 놀자~!             | 2011년 5월 20일 |
| 13화 | 싱싱 마을의 새로운 요리사 | 2011년 5월 27일 |
| 14화 | 케로는 못말려!            | 2011년 6월 3일  |
| 15화 | 코코몽이 좋아요!          | 2011년 6월 10일 |
| 16화 | 설거지는 귀찮아~!         | 2011년 6월 17일 |
| 17화 | 아로미가 간다!            | 2011년 6월 24일 |
| 18화 | 소중한 물을 지켜요~!      | 2011년 7월 1일  |
| 19화 | 놓치지 말아요             | 2011년 7월 8일  |
| 20화 | 캔디팡의 초대!            | 2011년 7월 15일 |
| 21화 | 두리의 종이비행기         | 2011년 7월 22일 |
| 22화 | 조심조심 설탕 조심!       | 2011년 7월 29일 |
| 23화 | 빨리 빨리                 | 2011년 8월 5일  |
| 24화 | 일찍 잠을 자요~!          | 2011년 8월 12일 |
| 25화 | 내 비밀친구는 누구?       | 2011년 8월 19일 |
| 26화 | 매일매일 지켜요           | 2011년 8월 26일 |

### 3기
| 회차 | 부제                       | 본 방송일       |
| ---- | -------------------------- | --------------- |
| 1화  | 로보콩 vs 다크팡           | 2015년 3월 4일  |
| 2화  | 비밀 음식을 찾아라         | 2015년 3월 5일  |
| 3화  | 건강어린이 선발 대회       | 2015년 3월 11일 |
| 4화  | 삼 형제의 응가 소동        | 2015년 3월 12일 |
| 5화  | 내가 발명왕                | 2015년 3월 18일 |
| 6화  | 두리의 살 빼기             | 2015년 3월 19일 |
| 7화  | 유령숲의 비밀              | 2015년 3월 25일 |
| 8화  | 달려라 감자팡!             | 2015년 3월 26일 |
| 9화  | 욕심쟁이 네콩이            | 2015년 4월 1일  |
| 10화 | 케로 할머니는 대단해       | 2015년 4월 2일  |
| 11화 | 고마워, 아글아!            | 2015년 4월 8일  |
| 12화 | 천재가 된 감자팡           | 2015년 4월 9일  |
| 13화 | 아로미 vs 캔디팡           | 2015년 4월 15일 |
| 14화 | 세균왕국으로 돌아간 캔디팡 | 2015년 4월 16일 |
| 15화 | 충치가 생긴 코코몽         | 2015년 4월 22일 |
| 16화 | 바보가 된 코코몽           | 2015년 4월 23일 |
| 17화 | 새친구 투니                | 2015년 4월 29일 |
| 18화 | 세균킹의 비밀              | 2015년 4월 30일 |
| 19화 | 코코몽, 캠핑가자!          | 2015년 5월 6일  |
| 20화 | 멸치 먹고 뼈 튼튼!         | 2015년 5월 7일  |
| 21화 | 키가 작아 졌어요           | 2015년 5월 13일 |
| 22화 | 감자팡과 황금 망고         | 2015년 5월 14일 |
| 23화 | 내가 제일 빨라             | 2015년 5월 20일 |
| 24화 | 세균킹의 함정              | 2015년 5월 21일 |
| 25화 | 냉장고 나라의 위기 1       | 2015년 5월 27일 |
| 26화 | 냉장고 나라의 위기 2       | 2015년 5월 28일 |

## 번외작

### 헬로 코코몽
《헬로 코코몽》은 1기는 2010년 2월 26일부터 2010년 5월 21일까지, 2기는 2014년 9월 5일부터 2014년 11월 28일까지 EBS에서 방송된 애니메이션 프로그램 《냉장고 나라 코코몽》의 번외작이다. 프로그램은 코코몽과 함께 영어로 꾸미는 새로운 형식의 애니메이션이다. 성우진 또한 한국계 미국인 성우들이 다수 출연했다.

### 코코몽 키즈툰
3기까지 제작된 본편이 종영한 이후 2018년 12월 2일 금요일 오후 5시부터 유튜브에 공개되었다.

## 기타
- 대성토이즈에서 라이센스를 체결하여 기간이 종료될 때까지 완구를 출시한 바 있다.[2]